# 川上村 (奈良県)

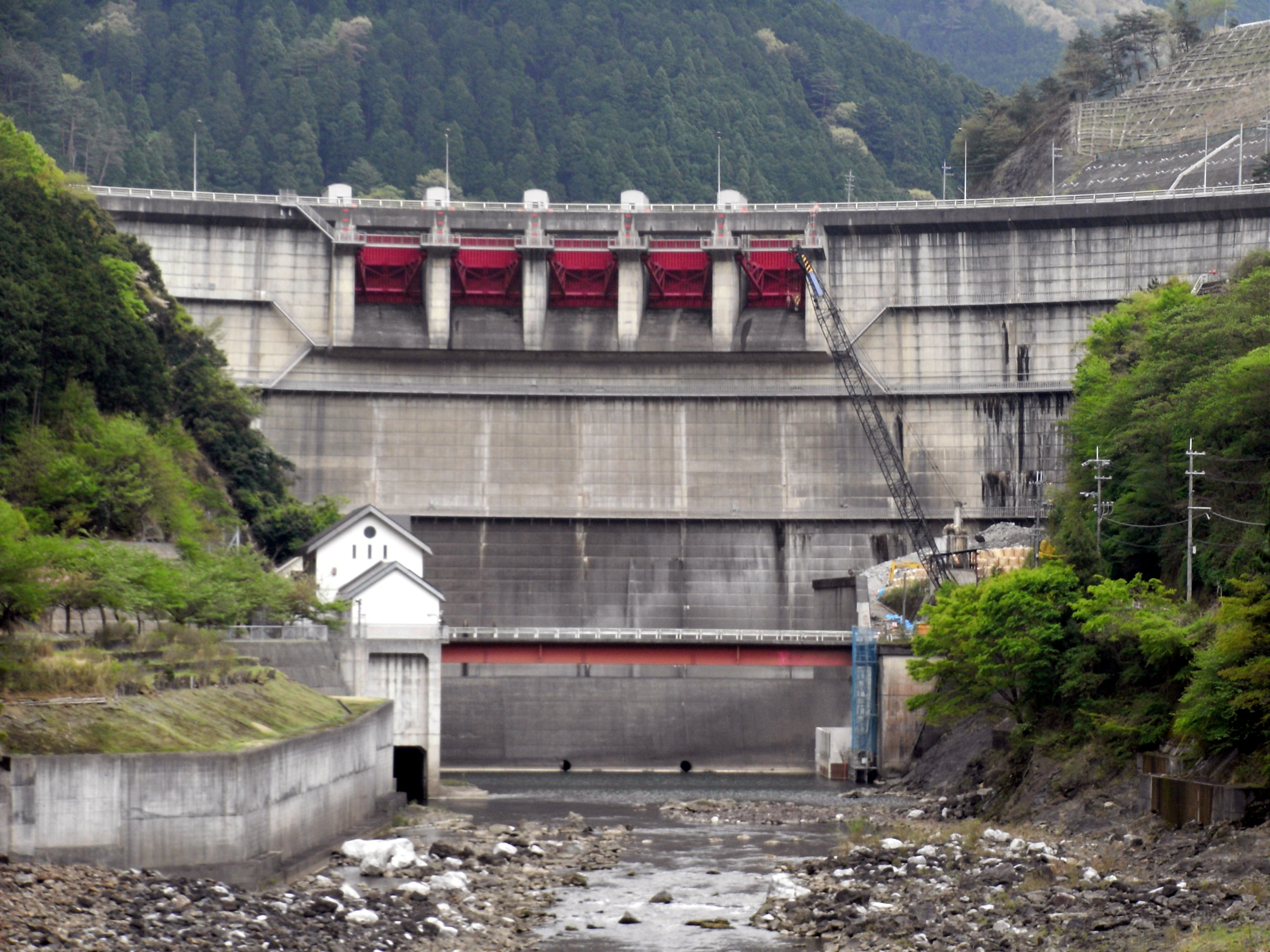
大迫ダム

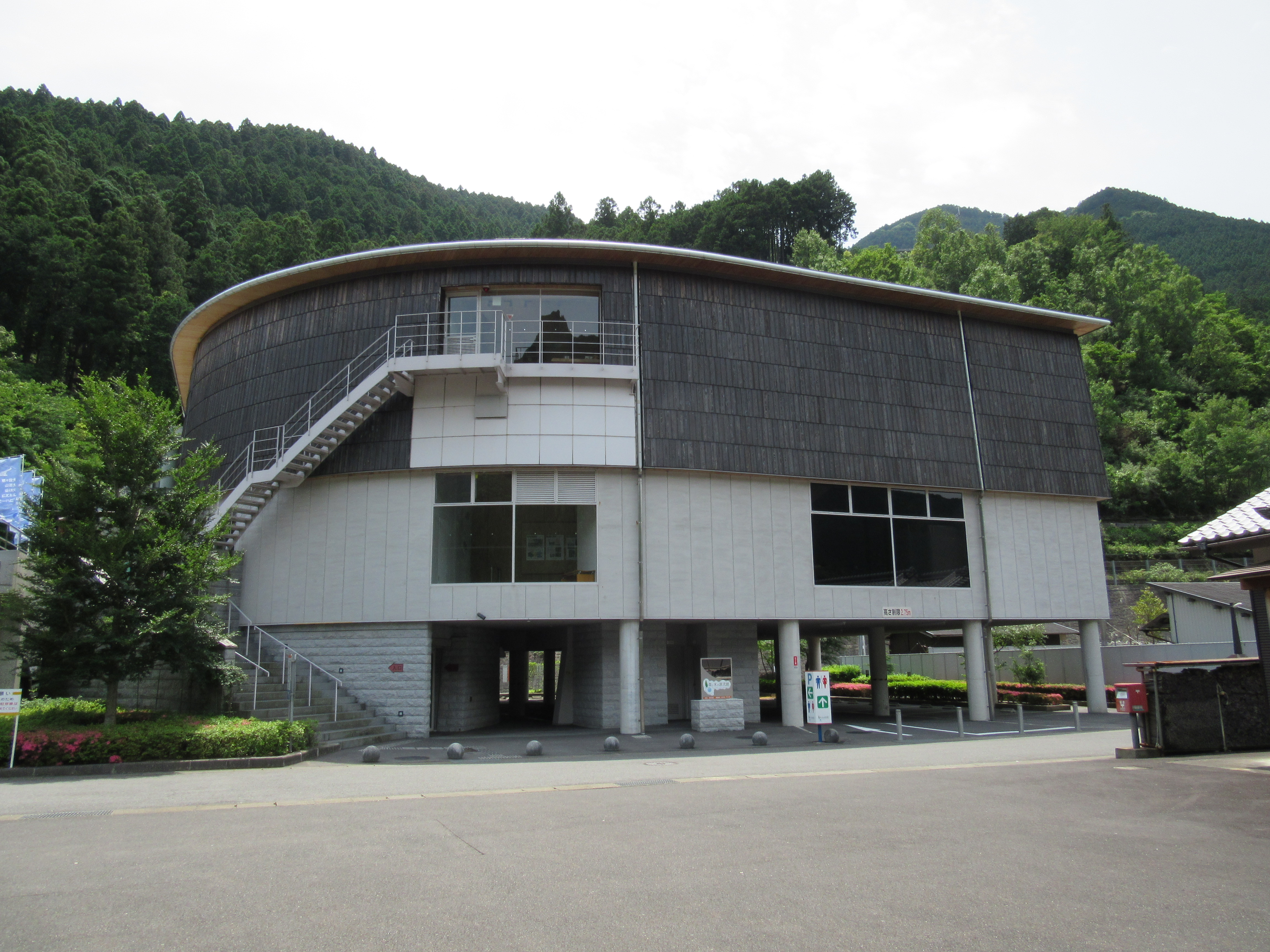
森と水の源流館

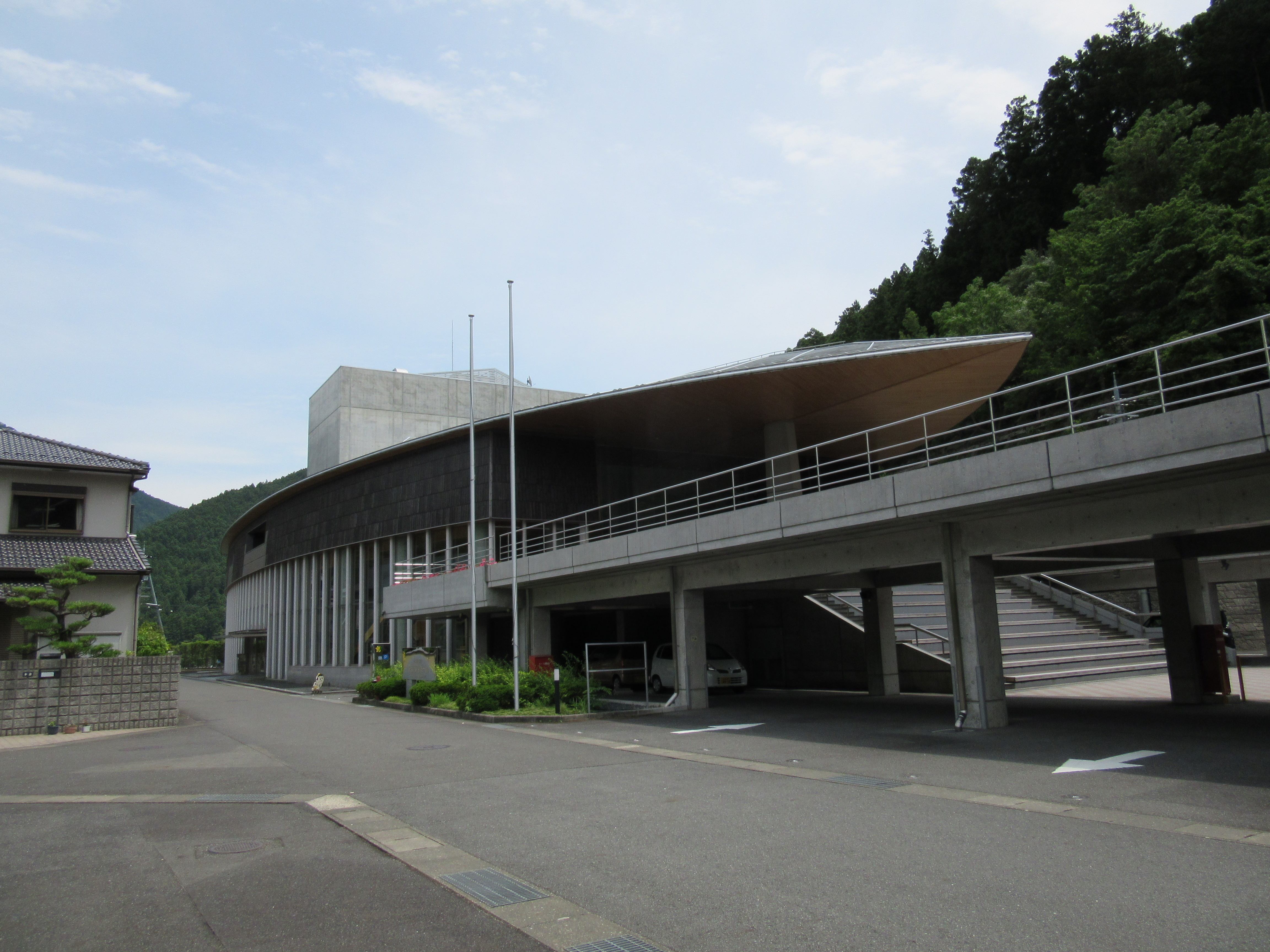
やまぶきホール・川上村立図書館

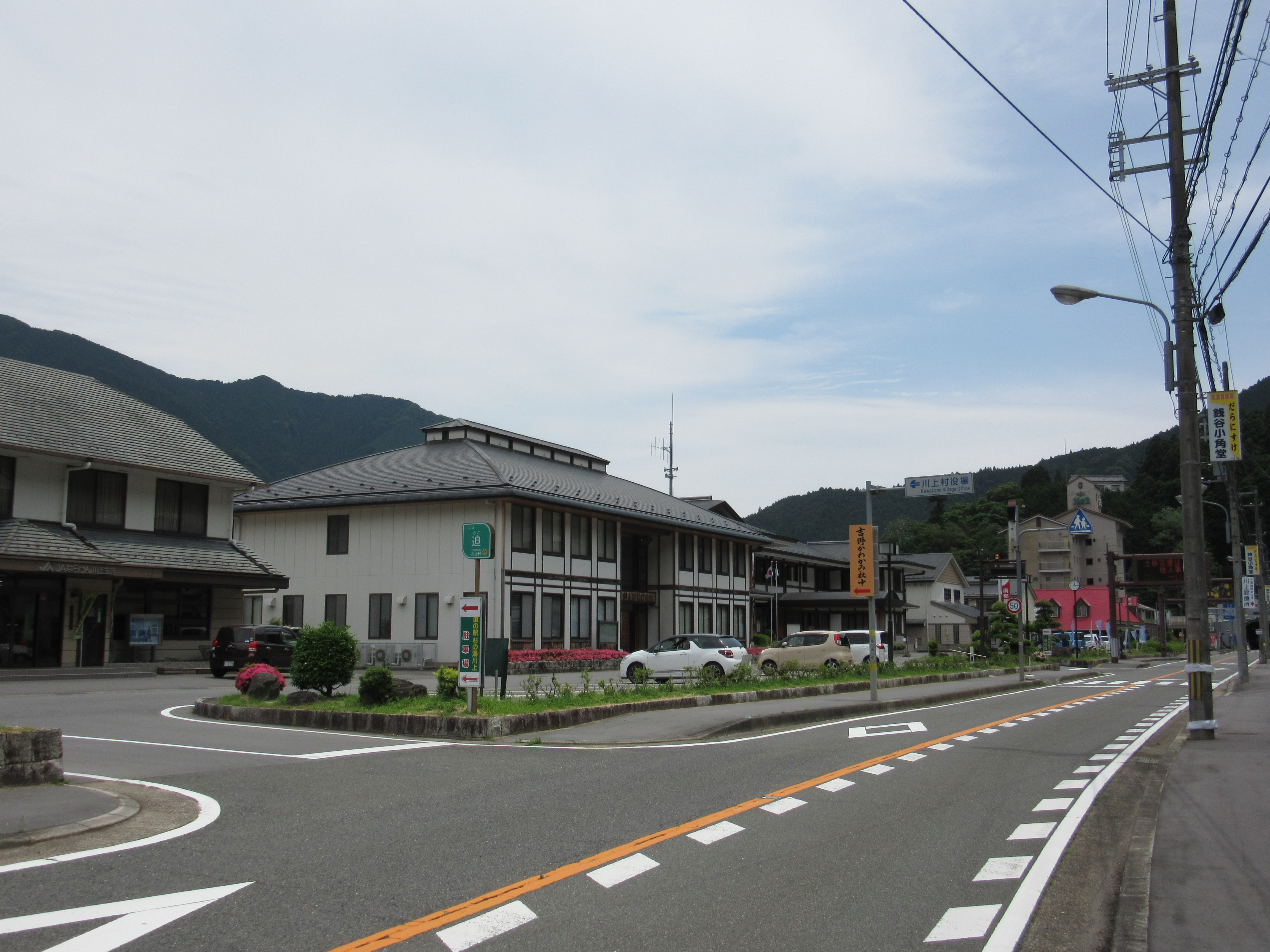
川上村業務中心部。手前から順に、奈良県農協川上支店、川上村森林組合、川上村役場、南都銀行川上支店、迫駐在所、川上村商工会館、迫郵便局、道の駅杉の湯川上が並ぶ

川上村（かわかみむら）は、奈良県南東部にある村。吉野杉等を育てる吉野林業の中心地である。

## 地理
西側に大峰山脈、東側に台高山脈が連なり、吉野川（紀の川）の源流域にあたる。大台ヶ原山の北西側に位置する。吉野川に、大迫ダム、大滝ダムが設けられている。2016年には水源地を守る大切さを広めるための村条例の制定にあわせ毎年11月16日を「源流の日」とすることを日本記念日協会に登録している（2014年の奈良県での全国豊かな海づくり大会の開催日にあたる）。
村内には天神窟（てんじんくつ）、水晶の窟、不動窟などの鍾乳洞がある。
村の南東部に位置する三之公近くの岩の割れ目から、湯が川（三之公川）に湧き出ている。かすかに硫化水素の臭いがする。入之波（山鳩湯）と迫（湯盛温泉）は源泉温度が30度以上ある。山鳩湯は茶色に濁ったお湯で39度ある。

## 歴史
縄文時代のものとされる宮の平遺跡（大滝ダムに水没）などが発見されたことからも、川上村はかなり古い時代から知られていたことがわかる。平安時代には惟喬親王がこの地の人々に木地師の技術を伝えたという。室町時代、後南朝の自天王（北山宮）・忠義王（河野宮）が本拠地としていた場所のひとつ三之公（神之谷）があり、ここで長禄の変が起きた。これをしのび、自天王が用いたと伝えられる兜などを拝する「朝拝式」が年に一度行われている。

### 沿革
- 1889年（明治22年）4月1日 - 町村制の施行により、東川村・西河村・大滝村・寺尾村・北塩谷村・迫村・高原村・人知村・白屋村・井戸村・武木村・下多古村・上多古村・神之谷村・柏木村・北和田村・中奥村・上谷村・大迫村・伯母谷村・入之波村・白川渡村・碇村の区域をもって発足。

### 村域の変遷
| 明治22年 | 現在 |
| -------- | ---- |
| 奈良県   |      |
| 吉野郡   |      |
| 川上村   |      |

## 行政
- 村長：栗山 忠昭（2012年7月25日から ３期目）

なお、衆議院議員選挙の選挙区は「奈良県第3区」、奈良県議会議員選挙の選挙区は「吉野郡選挙区」（定数：2）となっている。

## 経済

### 産業
農業
『大日本篤農家名鑑』によれば川上村の篤農家は「福本寅松、中平留吉、津本三代吉、坂本政七、伊藤龍雄、菊谷徳松、中平政治郎、井上亀太郎、松尾喜十郎、丸井愛之助、松尾寅太郎、福田政太郎、伊藤右三郎、伊藤榮太郎、辻松造、上平豊吉、今西源一郎、高貝信一郎、山本與吉」などである。
林業
吉野林業の中心地。長い歴史を有す。
農地が皆無のため自家消費用の小規模栽培が行われる程度である。

### 金融機関
- 南都銀行 川上支店（迫）

### 農業協同組
- 奈良県農業協同組合（JAならけん） 川上支店（迫）

なお、村内にはJAバンクATMは設置されていない。

### 日本郵政グループ
（※2014年6月現在）
- 日本郵便株式会社
  - 大滝郵便局（大滝） - 集配局。
  - 迫 郵便局（迫）
  - 柏木郵便局（柏木） - 集配局。

各郵便局にはゆうちょ銀行のATMが設置されており、大滝郵便局ではホリデーサービスを実施。
※川上村内の郵便番号は「639-35xx」（北部地域＝大滝郵便局の集配担当）「639-36xx」（南部地域＝柏木郵便局の集配担当）となっている。

## 地域
やまぶきホール（村立総合センター）や村立図書館など、近年公共施設が整いつつある。

### 教育
- 川上村立かわかみ源流学園（義務教育学校）

川上村立かわかみ源流学園は、少子化や行政負担の軽減のため、2024年度に旧やまぶき幼稚園、旧川上村立川上小学校及び旧川上村立川上中学校を統合し設置された。当校は、旧川上小学校跡に設置され、それに先駆けて旧川上小学校校舎は解体された。
吉野林業高等学校が同村西河（後に同村立川上西小学校→公立小学校再編統合により、２００３年度からは、同村立川上小学校→公立幼児施設（＝幼稚園など）併設型での上記の通り公立の義務教育学校設置工事が現在なされている敷地内）にあったが、吉野高校に統合され、1980年3月に廃校となった。また、奈良県立川上高等学校川上分校も同村にあったが、1954年廃止。吉野高校＝奈良県立吉野高校は、再編による統合により、奈良県立南奈良高等学校に再編された。

### 人口
| |                                        |  |
| 川上村と全国の年齢別人口分布（2005年） | 川上村の年齢・男女別人口分布（2005年） |  |
| ■紫色 ― 川上村 ■緑色 ― 日本全国 | ■青色 ― 男性 ■赤色 ― 女性              |  |
| 川上村（に相当する地域）の人口の推移 \| 1970年（昭和45年） \| 6,020人 \| \| \| 1975年（昭和50年） \| 5,173人 \| \| \| 1980年（昭和55年） \| 4,151人 \| \| \| 1985年（昭和60年） \| 3,481人 \| \| \| 1990年（平成2年） \| 3,093人 \| \| \| 1995年（平成7年） \| 2,821人 \| \| \| 2000年（平成12年） \| 2,558人 \| \| \| 2005年（平成17年） \| 2,045人 \| \| \| 2010年（平成22年） \| 1,643人 \| \| \| 2015年（平成27年） \| 1,313人 \| \| \| 2020年（令和2年） \| 1,156人 \| \| |                                        |  |
| 総務省統計局 国勢調査より |                                        |  |
| 1970年（昭和45年） | 6,020人                                |  |
| 1975年（昭和50年） | 5,173人                                |  |
| 1980年（昭和55年） | 4,151人                                |  |
| 1985年（昭和60年） | 3,481人                                |  |
| 1990年（平成2年） | 3,093人                                |  |
| 1995年（平成7年） | 2,821人                                |  |
| 2000年（平成12年） | 2,558人                                |  |
| 2005年（平成17年） | 2,045人                                |  |
| 2010年（平成22年） | 1,643人                                |  |
| 2015年（平成27年） | 1,313人                                |  |
| 2020年（令和2年） | 1,156人                                |  |

- 人口増加率（2002年→2007年） : -22.5%

## 交通

### 鉄道
村内を鉄道路線は走っていない。鉄道でアクセスする際の最寄り駅は、近畿日本鉄道吉野線大和上市駅。

### 路線バス
- R169ゆうゆうバス（コミュニティバス）大淀バスセンターまたは近畿日本鉄道大和上市駅から樫尾（ただし大和上市駅から西河までノンストップ）経由下桑原まで運行されている。（年末年始は運休）また湯盛温泉杉の湯までは下記スマイルバス、大迫ダムまではやまぶきバスと同じ経路で運行している。
- やまぶきバス（川上村コミュニティバス）が大和上市駅（一往復は吉野病院）から国栖または樫尾経由で入之波(一部は柏木)まで運行されている。（日・祝日・休日・年末年始は運休）
- スマイルバス（吉野村コミュニティバス）が吉野病院（一往復は大和上市駅）から国栖または中道（湯盛温泉杉の湯行き1便のみ）経由で湯盛温泉杉の湯まで運行されている。（年末年始は運休）
- 村内においてのスクールバスへの混乗も可。[7]

### 道路

#### 国道
- 国道169号
  - 隣接する吉野町からは五社トンネルで入り吉野川沿いを進んで、伯母谷川・山葵谷を経て新伯母峰トンネルを抜けて上北山村へと至る。
  - かつては険しい山間部を通過するため道路事情が悪かったが、大滝ダムの建設に伴って整備された。また2003年には大迫ダム・新伯母峰トンネルの間にはループ橋などからなる伯母谷道路が完成し、村域全体では通行困難な区間はなくなった。
  - 大滝ダムより川下から川上へ車で5分ほど進むと迫地区に至る。迫地区には村役場、道の駅杉の湯 川上、各金融機関があり村の中心部である。
  - 大滝ダムの地滑り対策工事のため吉野町側から迫地区まで平日の日中は多数のダンプカー等工事車両が行き交っている。

#### 県道
- 主要地方道
  - 奈良県道40号大台ケ原公園川上線 - 大台ヶ原ドライブウェイ
- 一般県道
  - 奈良県道224号大台大迫線 - 入之波温泉へと至る道
  - 奈良県道258号中奥白川渡線
  - 奈良県道262号国栖大滝線 - 国道169号の旧道

#### その他
- 林道洞川高原線 - 役場のある迫地区より五番関トンネルを経て天川村洞川に至る大峰山系を越える林道

## 名所・旧跡・観光スポット・祭事・催事

### 名所・旧跡
- 三ノ公川トガサワラ原始林 - 国の天然記念物
- 福源寺
- 丹生川上神社上社
- 十二社神社 - 社叢（暖地性植物）
- 不動窟鍾乳洞

### 観光スポット
- 入之波温泉
- 湯盛温泉ホテル杉の湯
- 大滝ダム・学べる防災ステーション
- 大迫ダム・ダム釣り公園
- 森と水の源流館
- あきつの小野スポーツ公園
- 白川渡オートキャンプ場
- 井氷鹿の里（釣堀・キャンプ場）
- 匠の聚（たくみのむら）

### 祭事
- 朝拝式 - 自天王を偲び、命日の2月5日に金剛寺で毎年開かれる式典。500年以上続く。[8]

### 催事
まるごと吉野杉フェア　川上の材ＰＲ運営委員会主催
　住まい創りセミナーや地元での間伐ツアーなどさまざまな催しを実施　2009年11月11日～13日には、東京ビッグサイトでの「ジャパンホームショー2009」に出展。
- 全日本そまびと選手権大会

かつて第1回の際には、桂南光（当時桂べかこ）が司会をした。第4回の際には、原田大二郎とTKO等がチームを組んで参加したこともある。

## 出身有名人
- 土倉庄三郎（樹喜王）
- 土倉龍治郎（実業家）
- 西川のりお（漫才師）
- 大真鶴健司（力士）
- 辻谷嘉真（俳優）
- 石橋信夫 (大和ハウス工業創業者)
- 大西孝典 (衆議院議員)
- 青柿善一郎（労働運動家）